# منير زغدود
منير زغدود  (1970 الجزائر) هو لاعب كرة قدم جزائري.

## مسيرته الكروية
لعب منير زغدود خلال مسيرته الاحترافية مع 5 أندية في تسعة عشر موسمًا ولم يسجل خلالها أي هدف ضمن 155 مباراة. حيث فاز في خمسة مواسم بالكأس وفي أربعة مواسم بالدوري.
خاض منير زغدود مسيرته مع نادي مولودية قسنطينة في موسم 1990–91 ليلعب معه أربعة مواسم، لم يشارك في أي مباراة ولم يسجل أي هدف. ثم انتقل إلى نادي شباب قسنطينة في موسم 1994–95 لمدة موسم واحد، حيث لم يشارك في أي مباراة ولم يسجل أي هدف أيضًا. لينتقل بعدها إلى نادي اتحاد عين البيضاء في موسم 1995–96 ولمدة موسمين، لم يشارك في أي مباراة ولم يسجل أي هدف أيضًا. ثم انتقل إلى نادي اتحاد الجزائر في موسم 1997–98 ليلعب معه عشرة مواسم، مشاركًا في 133 مباراة ولم يسجل أي هدف أيضًا. هذا وانتقل لاحقًا إلى نادي شبيبة بجاية في موسم 2007–08 ولمدة موسمين، مشاركًا في 22 مباراة ولم يسجل أي هدف أيضًا.

## روابط خارجية
- منير زغدود على موقع قاعدة بيانات كرة القدم.إي يو (الإنجليزية)
- منير زغدود على موقع ناشيونال فوتبول تيمز (الإنجليزية)